# Тексашки ренџер Меквејд
Тексашки ренџер Меквејд (енгл. Lone Wolf McQuade) је амерички акциони филм из 1983. године са Чаком Норисом у главној улози. У филму глуми и Дејвид Карадин.

## Радња филма
Џеј Џеј Меквејд (Чак Норис) је бивши маринац и тексашки ренџер који живи са вуком, кућним љубимцем у трошној приколици. Током једног свог истраживања открива трговца дрогом и оружјем Роулија Вилкса (Дејвид Карадин).

## Улоге
| Глумац            | Улога                   |
| ----------------- | ----------------------- |
| Чак Норис         | Џеј Џеј Меквејд         |
| Дејвид Карадин    | Роули Вилкс             |
| Барбара Карера    | Лола Ричардсон          |
| Роберт Белтран    | Кејо Рамос              |
| Ар Џи Армстронг   | капетан Тајлер          |
| Ел Кју Џоунс      | Дакота Браун            |
| Леон Ајзак Кенеди | ФБИ Агент Маркус Џексон |
| Џон Андерсон      | ДЕА Агент Бернсајд      |
| Дејна Кимел       | Сали Маквејд            |
| Вилијам Сандерсон | Сноу                    |